# Displaymanager

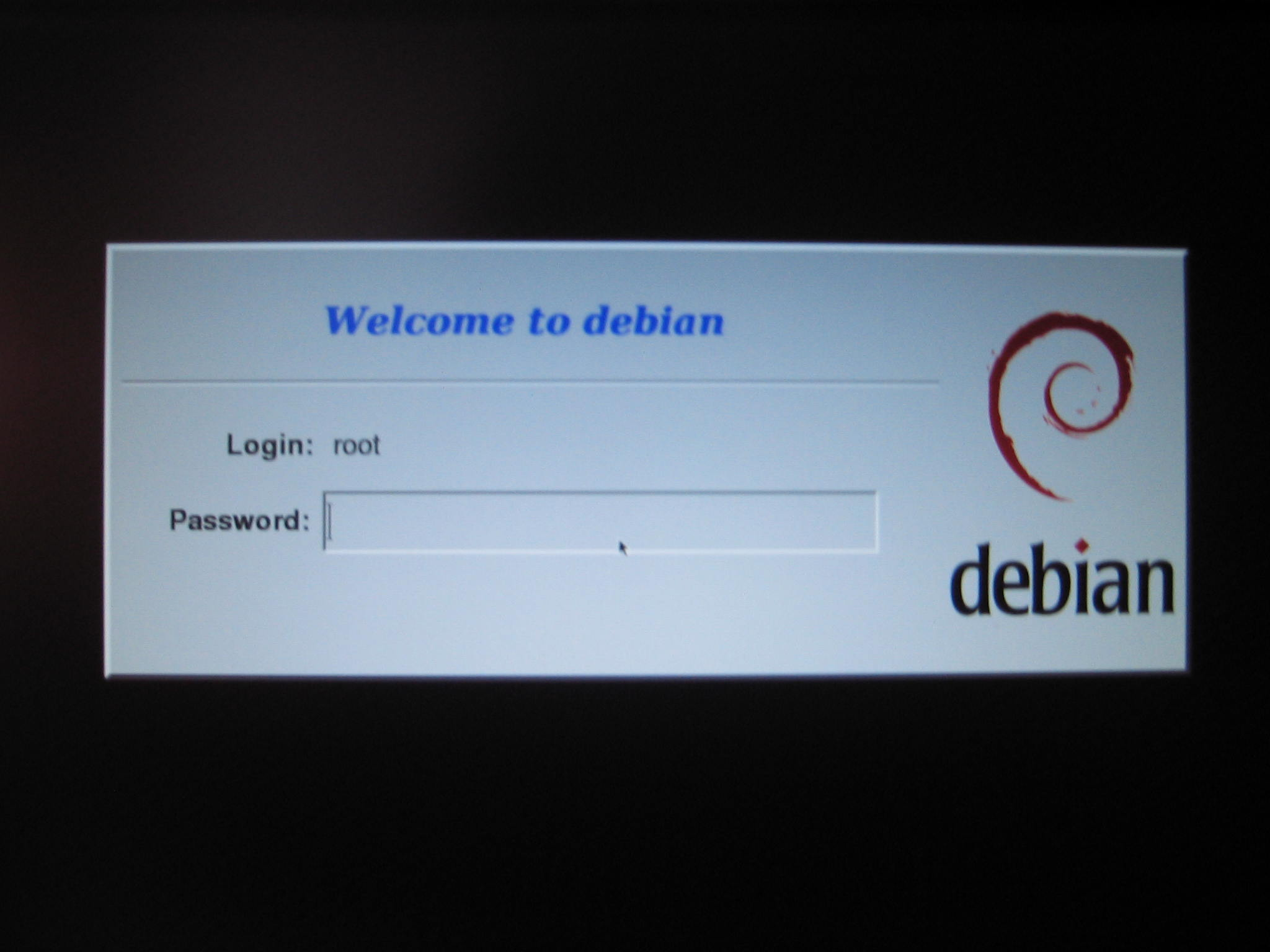
Der Xdm in Debian

Ein Displaymanager bietet eine grafische Anmeldung vor dem Starten einer Desktop-Umgebung auf Unix- und unixähnlichen Betriebssystemen.
Der Displaymanager zeigt einen grafischen Anmeldebildschirm zur Eingabe von Benutzername und Passwort an. Außerdem können hier Vorgaben für die neu zu startende Session eingestellt werden, zum Beispiel die zu verwendende Desktop-Umgebung oder den Fenstermanager.
Der historisch älteste Displaymanager für das X Window System ist der X Display Manager (Xdm). Weitere verbreitete Varianten sind der Light Display Manager (LightDM), der Gnome Display Manager (GDM), der KDE Display Manager (KDM) und der Simple Login Manager (SLiM) sowie wdm (siehe auch Window Maker) und Entrance Display Manager (siehe auch Enlightenment).
| Kürzel      | Name                           |
| ----------- | ------------------------------ |
| XDM         | X Display Manager              |
| GDM         | Gnome Display Manager          |
| KDM         | KDE Display Manager            |
| SLiM        | Simple Login Manager           |
| WDM         | WINGs Display Manager          |
| LightDM     | Light Display Manager          |
| LXDM        | LXDE Display Manager           |
| SDDM        | Simple Desktop Display Manager |
| Kein Kürzel | Entrance Display Manager       |